# Marcario del Friuli
Marcario del Friuli (... – 787) fu conte della marca del Friuli dal 776 al 787.

## Biografia
Fu il primo duca friulano nominato da Carlo Magno dopo la ribellione del longobardo Rotgaudo. Probabilmente non era un longobardo. Ha giocato un ruolo minore nello scisma dei tre capitoli.
Quando il vescovo dell'Istria, Maurizio, fu arrestato e i suoi occhi cavati dalle autorità bizantine per aver presumibilmente spinto la popolazione ad abbandonare Bisanzio per l'impero franco, papa Adriano I lo ricevette a Roma per poi inviarlo alla corte di Marcario in Friuli. Adriano mandò anche una lettera a Carlo Magno chiedendogli di inviare Marcario contro l'Istria bizantina per reinstallare Maurizio nella sua sede.
A Marcario successe Enrico, uomo fedele a Carlo Magno.